# Jean Gol
Jean John Gol (Londra, 8 febbraio 1942 – Liegi, 18 settembre 1995) è stato un politico belga, membro del Partito Riformatore Liberale, ha ricoperto la carica di Vice primo ministro e Ministro della giustizia dal 17 dicembre 1981 al 9 maggio 1988 nei governi Martens V-VI-VII, di Ministro del commercio estero dal 6 gennaio 1985 al 20 novembre 1985 ed è stato due volte presidente del Partito Riformatore Liberale dal 1979 al 1981 e dal 1992 al 1995.

## Biografia
Nato l'8 febbraio 1942 a Hammersmith (Gran Bretagna) dove i suoi genitori si erano rifugiati. I suoi genitori, Léa Karny e Stanislas Gol erano medici. Dottore in giurisprudenza (1959-1964), poi laureato in scienze giuridiche (1969) presso l'Università di Liegi, ricercatore (1964-1965), candidato al FNRS (1965-1969) presso il Centro interuniversitario di diritto pubblico, Assistente del Professore François Perin (1969-1971), Jean Gol divenne professore nel 1974. Iscritto come avvocato presso il Bar di Liegi (1964), fondò uno studio legale specializzato in diritto commerciale internazionale.
Vittima di emorragia cerebrale il 17 settembre 1995, muore l'indomani.

## Carriera politica
Ha iniziato la sua carriera politica nelle file del Raggruppamento Vallone nel 1971.
Nel 1992 è stato nominato Ministro di Stato. Gol era anche un massone, membro della loggia "Delta" di Liegi, del Grande Oriente del Belgio.

### Uffici pubblici
Nel 1974, è stato Segretario di Stato per l'Economia Regionale Vallone nel governo Tindemans II. Nel 1976, fu uno dei co-fondatori del Partito delle Riforme e della Libertà della Vallonia (PRLW), una fusione del PLP liberale vallone e di alcuni dissidenti del Raggruppamento Vallone. Durante i governi Martens V-VII, del 17 dicembre 1981 fino al 9 maggio 1988, è stato: vice primo ministro, ministro della giustizia e della riforma istituzionale. Dal 6 gennaio 1985 al 28 novembre 1985, Jean Gol sostituì Willy De Clercq al dipartimento del commercio estero.
Nel giugno 1994 è stato eletto membro del Parlamento europeo e, inoltre, è stato eletto membro del Senato belga nel 1995.

### Leadership all'interno dei circoli francofoni
Per un lungo periodo fu notato per la sua capacità di entrare in empatia con i leader locali valloni e liegiesi di diversa estrazione politica, incluso il veterano vallone socialista André Cools; da questi sforzi è emerso quello che divenne noto come il gruppo "Colonster", che in parte si dimostrò il catalizzatore per un rafforzamento delle risposte collettive francofone controbilanciando la crescente influenza dei partiti fiamminghi in Belgio.
Nel maggio 1992 è diventato presidente del Partito Riformatore Liberale, e nel 1993 è stato uno degli architetti della Federazione PRL-FDF, in collaborazione con Antoinette Spaak.

### Contributo alla teoria politica
Ha ridefinito la dottrina del liberalismo sociale, alla quale aveva già lavorato nel 1976.

## Centro Jean-Gol
Creato come omaggio alla sua memoria, è un centro di studio gestito dal Movimento Riformatore. La sua missione è di alimentare la riflessione su tutte le questioni sociali importanti. Questo centro è un forum aperto per il dibattito, la riflessione e la partecipazione. Il centro è presieduto da Didier Reynders e diretto da Hervé Hasquin. Il sito web del Centro Jean Gol contiene ricchi estratti di studi pubblicati su vari argomenti (economia, cultura, energia, educazione, dottrina, istituzioni, interculturalità, ecc.). C'è anche un portale liberale aggiornato per circa 600 siti liberali in tutto il mondo, con ogni commento critico.

## Onorificenze
- Ministro di Stato, 1992[4]